# Sadolin & Holmblad
Sadolin & Holmblad, der i dag indgår i industrikoncernen AkzoNobel, er Danmarks ældste farve- og lakfabrik med en historie helt tilbage til 1777, hvor farversvenden Jacob Holmblad, tipoldefar til Jacob Holmblad, fik kgl. privilegium til at anlægge "et complet Manufactur-Farverie" i København. Hans bygning findes stadig i Sølvgade i København.
Jacob Holmblad efterlod farveriet til sin søn Lauritz Peter Holmblad, der i 1819 grundlagde Danmarks første egentlige malevarefabrik. Farve- og lakfabrikken gik i arv hans søn Carl Frederik Holmblad og til Poul Lauritz Holmblad, og blev i 1893 solgt til medarbejderen Lars Friis. I 1903 flytter fabrikkerne til en nyerhvervet grund i Holmbladsgade 70 på Amager. I 1904 optog han sin medarbejder de Laing som kompagnon.
I 1912 fusionerede det traditionsbundne farveri Holmblad & Co.'s Eftf. med det noget større og mere eksperimenterende og fremtidsorienterede firma Gunnar A. Sadolin Farvefabrik, der var grundlagt i 1907 på Frederiksberg. Navnet på det nye firma blev Sadolin & Holmblad & Co.'s Eftf., hvilket i 1919 ændredes til det mere mundrette Sadolin & Holmblad A/S. Fra 1914 frem til 1944 var selskabet ledet af brødrene Gunnar Asgeir Sadolin og Knud Sadolin, og fabrikken udvidedes i 1917 og 1918 med opkøb af tilstødende grunde på Holmbladsgade.
Efter 2. verdenskrig ekspanderede firmaet voldsomt, og der blev opkøbt virksomheder i Skandinavien og i de europæiske lande samt på oversøiske markeder. Dette bevirkede, at Danmark på daværende tidspunkt blev det næststørste farveeksporterende land i verden.
I 1949 fratrådte brødrene Gunnar Asgeir Sadolin og Knud Sadolin som administrerende direktører, og de blev afløst af en direktion bestående af administrerende direktør Georg Langballe Axelsen, teknisk direktør Kaj Egeø Poulsen, salgsdirektør Dan Alexander MacGregor Sadolin og økonomidirektør Eric Christian Ulrich. I 1955 blev Knud Christensen forsknings- og udviklingsdirektør (og medlem af direktionen i 1956). I 1959 fratrådte Georg Langballe Axelsen, og ved denne lejlighed blev direktionens ansvarsområder ændret: Kaj Egeø Poulsen, indlandsdirektør (fabrikker og dansk indlandssalg), og Dan Alexander MacGregor Sadolin, udlandsdirektør (dansk eksportsalg samt produktions- og salgsselskaber i udlandet), mens Knud Christensen blev forsknings- og udviklingsdirektør og Eric Christian Ulrich blev finans- og økonomidirektør. Senere i 1959 døde Eric Christian Ulrich, og han blev som finans- og økonomidirektør afløst af Morten Leerskov, der ved sin død i 1975 blev afløst af Bent Lilholt i 1976. De to sidstnævnte blev ikke medlemmer af selskabets direktion.
Sadolin & Holmblad A/S var førende inden for medarbejderpleje i form af medarbejdersommerhuse, ferielegater og en firmasponseret idrætsforening. Virksomheden var i 1957 den første i verden til at udstede medarbejderaktier, og i 1974 etableredes Danmarks første virksomhedssponserede kunstforening.
Samme år – 1974 – afgik direktørne Kaj Egeø Poulsen og Dan Alexander MacGregor Sadolin, og de blev afløst af direktørerne Jørgen Mølvang og Erik Lars Christian Smith-Petersen. Tre år senere afgik direktør Knud Christensen. Morten Leerskov fortsatte som finans- og økonomidirektør, men dør i 1975, og hvorefter at Bent Lilholt bliver ansat som finans- og økonomidirektør i 1976. I 1983 blev direktør Cees Pieters medlem af direktionen. Erik Lars Christian Smith-Petersen forlod koncernen den 1. september 1986, og samtidig blev Mogens Hugo ny finans- og økonomidirektør og medlem af direktionen. Cees Pieters forlod koncernen den 31. december 1986.
Selskabet startede i 1975 en kæde af frivillige farvehandlere under navnet Sadolin Farveland.
Selskabet lå i hård konkurrence med Hempel på markedet for skibsmaling, men i 1988 blev disse aktiviteter solgt fra til norske Jotun.
I 1987 blev Sadolin & Holmblad A/S opkøbt af den svenske koncern Nobel Industrier. 1. januar 1994 fusionerede Nobel Industrier med den hollandske koncern Akzo under navnet AkzoNobel. Sadolin & Holmblad A/S kom siden til at hedde Nobel Industrier (1991-1995) og AkzoNobel (1995-), og det har siden 1989 været et holdingselskab.
Jørgen Mølvang stoppede som administrerende direktør den 1. januar 1989, for at blive næstformand for bestyrelsen, og Mogens Hugo blev ny administrerende direktør og samtidig viceadministrerende direktør hos Casco Nobel AB, hcor ansvaret for Forretningsområdet Farver og Lime indenfor Nobel Industrier koncernen lå. Ved generalforsamlingen i maj 1989 forlod formand for bestyrelsen Nils Foss denne post, og Jørgen Mølvang blev bestyrelsesformand (til 1999). Mogens Hugo forlod Sadolin & Holmblad den 1. januar 1991, for at blive administrerende direktør for CWObel. Leif Abildgaard blev medlem af direktionen med ansvar for Sadolin Decorative Paints Division fra 1. januar 1989, men udtrådte af direktionen - sammen med Mogens Hugo - den 1. januar 1991. Herefter har koncernen ikke haft en egentlig koncernchef. 
Leif Abildgaard blev senere den eneste dansker, der efter Akzo's overtagelse af Nobel Industrier i 1994og som skabte Akzo Nobel, som fik plads blev i koncernledelsen, hvor han i 2000-2008 havde ansvaret for Akzo Nobel's Business Unit Decorative Coatings Europe, der omfattede mere end 15.000 ansatte.
Sadolin Farver og Sadolin Woodcare anvendes i dag i som firmanavne for henholdsvis bygningsmaling i Danmark og træbeskyttelse globalt, og aktiviteterne ligger i Akzo Nobels danske datterselskab Akzo Nobel Deco. Dette selskab indeholder Sadolin & Holmblads farve- og lakaktiviteter til konsumentmarkederne i Danmark, og har siden det blev udskilt i 1974 heddet: Sadolin Malevarer (1974-1991), Sadolin Nobel (1991-1995) og Akzo Nobel Decorative Coatings (1995-2001).
I 2001 stoppede al produktion på Holmbladsgade, og der er siden blevet bygget boliger på grunden i Holmbladsgade, der nu kendes under navnet Sadolin Parken.

A/S-Direktion:
- Magnus Trap Rüdiger de la Laing, direktør - Indkøb, Logistik og Salg for Holmblad & Co.'s Eftf.,  1912-1914
- Lars Friis, direktionsformand og direktør - Administration og Personale samt Finans, Regnskab og Økonomi, Produktion, samt Forskning, Udvikling og Teknik for Holmblad & Co.'s Eftf.,  1912-1914, direktør - Administration og Personale samt Finans, Regnskab og Økonomi, 1914-1917
- Gunnar Asgeir Sadolin, direktør - Administration og Personale, Finans, Regnskab og Økonomi, Produktion samt Forskning , Udvikling og Teknik for Sadolins Farver,  1912-1914, direktionsformand og direktør - Forskning,  Udvikling og Teknik, samt Produktion Malevarer og Produktion Trykfarver, 1914-1917, direktør - Administration og Personale, Forskning,  Udvikling og Teknik samt Produktion Malevarer og Produktion Trykfarver, 1917-1932, direktionsformand og direktør - Administration og Personale, Forskning,  Udvikling og Teknik samt Produktion Malevarer,  1932-1945,  direktionsformand og direktør - Forskning,  Udvikling og Teknik samt Produktion Malevarer, 1945-1949
- Knud Sadolin, direktør - Indkøb, Logistik og Salg for Sadolins Farver,  1912-1914, direktør - Indkøb, Logistik og Salg Malevarer og Salg Trykfarver,  1914-1917, direktør - Indkøb, Logistik og Produktion Trykfarver, Salg Malevarer, Salg Trykfarver og Salg Eksport samt Finans, Regnskab og Økonomi, 1917-1932, direktør - Indkøb, Logistik og Produktion Trykfarver, Salg Malevarer, Salg Trykfarver og Salg Eksport samt Finans, Regnskab og Økonomi, 1932-1945, direktør - Administration og Personale samt Finans, Regnskab og Økonomi, 1945-1949
- Georg Langballe Axelsen, direktør - Indkøb, Logistik  Produktion Malevarer, Produktion Trykfarver, Salg Malevarer, Salg Trykfarver og Salg Eksport, 1945-1949, administrerende direktør, 1949-1959
- Eric Christian Ulrich, direktør - Administration og Personale, Indkøb og Logistik, samt Finans, Regnskab og Økonomi,  1949-1951, direktør - Administration og Personale, Indkøb og Logistik, samt Finans, Regnskab og Økonomi, Salg Eksport og Udlandsfabrikker, 1951-1954, direktør - Administration og Personale, Indkøb og Logistik samt Finans, Regnskab og Økonomi,  1954-1959
- Kaj Egeø Poulsen, direktør - Forskning, Udvikling og Teknik samt Dansk Malevarefabrik (Produktion og Salg Danmark), 1949-1951, direktør - Forskning, Udvikling og Teknik, Dansk Malevarefabrik (Produktion og Salg Danmark) samt Dansk Trykfarvefabrik (Produktion og Salg Danmark), 1951-1954, direktør - Forskning, Udvikling og Teknik samt Dansk Malevarefabrik (Produktion og Salg Danmark), 1954-1956, direktør - Dansk Malevarefabrik (Produktion og Salg Danmark), 1956-1959
- Dan Alexander MacGregor Sadolin, direktør - Dansk Trykfarvefabrik (Produktion og Salg Danmark), Salg Eksport og Udlandsfabrikker, 1949-1959 (ophold i Lima, Peru, med orlov fra direktionen, 1951-1954)
- Knud Christensen, direktør - Forskning, Udvikling og Teknik, 1956-1959

A/S-Direktion (Koncerndirektion)
- Eric Christian Ulrich, koncerndirektør - Administration og Personale samt Finans, Regnskab og Økonomi,  1959-1959
- Kaj Egeø Poulsen, koncerndirektionsformand og koncerndirektør - Sadolins National Division (Indland), 1959-1974
- Dan Alexander MacGregor Sadolin, koncerndirektør - Sadolins International Division (Udland), 1959-1974
- Knud Christensen, koncerndirektør - Forskning, Udvikling og Teknik, 1959-1971, koncerndirektør - Forskning, Udvikling og Teknik, 1971-1977
- Erik Lars Christian Smith-Petersen, koncerndirektør - Trykfarvegruppe, 1974-1975, koncerndirektør - Trykfarve- og Klæbestofgruppe, 1975-1978, koncerndirektør - Trykfarvedivision og Klæbestofdivision, 1978-1980, koncerndirektør - Forskning, Udvikling og Teknik, 1980-1986
- Jørgen Mølvang, koncerndirektionsformand og koncerndirektør - Malevaregruppe, 1974-1975, koncerndirektionsformand og koncerndirektør - Malevare- og Kemigruppe, 1975-1978, administrerende koncerndirektør, 1974-1989 (midlertidig direktør - Malevaredivision International, 1983-1984, midlertidig direktør - Division Sadofoss Adhesives, 1987-1988, og midlertidig direktør - Division Sadolin General Coatings, 1988-1989)
- Cees Pieters, koncerndirektør - Malevaredivision Skandinavien, 1983-1987
- Mogens Hugo, koncerndirektør - Administration og Personale samt Finans, Regnskab og Økonomi, 1986-1989, administrerende koncerndirektør, 1989-1991 (midlertidig direktør - Division Sadolin Industrial Coatings, 1987-1988, og midlertidig direktør - Division Sadolin General Coatings, 1989-1991)
- Leif Blak Abildgaard, koncerndirektør - Division Sadolin Decorative Paints, 1989-1991

Udvidet Koncerndirektion:
- Morten Leerskov, underdirektør - Administration og Personale samt Finans, Regnskab og Økonomi,  1959-1971, direktør - Administration og Personale samt Finans, Regnskab og Økonomi,  1971-1975
- Jørgen Mølvang, underdirektør - Sadolins International Division (udland),  1966-1971, direktør - Sadolins International Division (udland),  1971-1974
- Bent Lilholt, direktør - Administration og Personale samt Finans, Regnskab og Økonomi,  1976-1986
- Svenn Almind Paulsen, direktør - Forskning, Udvikling og Teknik,  1977-1980

Sadolin & Holmblad havde ingen administrerende direktør fra 1912 til 1949 og fra 1959 til 1978, og i disse år var direktionens medlemmer ligestillet, dog med en ordfører i form af formanden for direktionen:
- Lars Friis, 1912-1914
- Gunnar Asgeir Sadolin, 1914-1949
- Kaj Egeø Poulsen, 1959-1974
- Jørgen Mølvang, 1974-1978

Sadolin & Holmblad havde følgende administrerende direktører:
- Georg Langballe Axelsen, 1949-1959
- Jørgen Mølvang, 1978-1989
- Mogens Hugo, 1989-1991.

Arbejdende formand for Bestyrelsens Forretningsudvalg:
- Kaj Egeø Poulsen, 1974-1977

Kaj Poulsen var arbejdende formand for bestyrelsens forretningsudvalg - sideløbende med at han var næstformand for Dansk Arbejdsgiverforening (1970-1977) - og var dermed de facto koncernchef.

## Sadolin & Holmblad, Tidslinje 1777–1987
- 1777 En dansk farve- og lakfabrik grundlægges af den svenske tekstilfarver Jacob Holmblad i København, og får senere navnet Jacob Holmblad & Co. og fra 1827 Holmblad & Co.'s Eft..
- 1907 En dansk farve- og lakfabrik grundlægges af den danske kunstmaler Gunnar Asgeir Sadolin på Fasangaarden i Frederiksberg, og får navnet Sadolins Farver, og selskabet første produktion er voksfarver, der bliver solgt til kunstmalere.
- 1909 Sadolins Farver påbegynder – sideløbende med malevareaktiviteterne – trykfarveaktiviteter, og skifter samtidig navn til Gunnar A. Sadolins Farvefabrik, A/S.
- 1912 De danske farve- og lakfabrikker Gunnar A. Sadolins Farvefabrik, A/S og Holmblad & Co.'s Eft. fusionerer som Sadolin & Holmblad i København.
- 1914 Sadolin & Holmblad opdeler sine aktiviteter i malevarer (fra 1971 Sadolin Malevarer) og trykfarver (fra 1971 Sadolin Trykfarver) – begge i København, Danmark.
- 1925 Sadolin & Holmblad køber malevareproduktions- og salgsselskabet M. de la Laing København, Danmark.
- 1927 Sadolin & Holmblad påbegynder – sideløbende med malevare- og trykfarveaktiviteterne – farve- og tekstilpigmentaktivitet, plantebeskyttelsesaktivitet samt konsument-, bygge- og industriklæbestofaktivitet.
- 1927 Sadolin & Holmblad køber malevareproduktions- og salgsselskabet Temporin København, Danmark.
- 1933 Sadolin & Holmblad grundlægger trykfaveproduktions- og salgsselskabet Polish-Danish Printing Ink Factory (Polsko-Duńska Fabryka Farb Drukarskich"), i Krakow, Poland.
- 1935 Sadolin & Holmblad grundlægger den danske farvepigment- og plantebeskyttelsesvirksomhed  Kemisk Værk Køge (KVK), som en afdeling af Sadolin & Holmblad. Administration og salg ligger først på Torvegade og siden i Ovengaden neden Vandet på Christianshavn, mens fabrikken ligger i Ølby Lyng nord for Køge.
- 1939 Sadolin & Holmblad mister aktieposten i trykfaveproduktions- og salgsselskabet Polish-Danish Ink Factory i Krakow, Polen, da selskabet nationaliseres.
- 1946 Sadolin & Holmblad bliver moderselskab for et nyt datterselskab - og siden koncern, Kemisk Værk Køge, A/S (KVK), hvortil Sadolin & Holmblad aktiviteter indenfor produktion og salg af farvepigmenter og plantebeskyttelsesmidler overføres. (For detaljer om Kemisk Værk Køges selskaber, se nedenfor)
- 1946 Sadolin & Holmblad får agenturet for 3M (Minnesota Mining & Manufacturing Company) og påbegynder – sideløbende med malevare- og trykfarveaktiviteterne – en konsument-, bygge- og industriklæbestofaktivitet (med egen produktion og salg).
- 1946 Sadolin & Holmblad grundlægger trykfarveproduktions- og salgsselskabet Sadolin Fargfabrik, AB i Stockholm, Sverige.
- 1948 Sadolin & Holmblad grundlægger kemiproduktions- og salgsselskabet Kemo-Skandia, A/S i København, Danmark.
- 1949 Sadolin & Holmblad grundlægger malevareproduktions- og salgsselskabet Sadolin & Holmblad Norge A/S i Oslo, Norge.
- 1951 Sadolin & Holmblad grundlægger malevaresalgsselskabet Sadolin A/G i Zürich, Switzerland – for Schweiz og Østrig (1. selskab).
- 1954 Sadolin & Holmblad grundlægger malevareproduktions- og salgsselskabet Sadolin Oy/AB i Helsinki, Finland.
- 1954 Sadolin & Holmblad grundlægger malevareproduktions- og salgsselskabet Durmuş Yaşar ve Oğulları A.S. eller blot DYO A.S. i Izmir, Tyrkiet, sammen med Durmuş Yaşar og hans to sønner, og starter en dekorativfarvefabrik og en skibsfarvefabrik, og mens Sadolin & Holmblad giver to licenser til dekorative farver og skibsfarver, så investerer direktør Dan Sadolin personligt i selskabet. (De tyrkiske dekorative og skibsfarvefabrikker bliver større end de danske dekorative og skibsfarvefabrikker i 1972.) (DYO/Yaşar)
- 1955 Sadolin & Holmblad grundlægger trykfarveproduktions- og salgsselskabet Sadolin Painovarit Oy/Ab i Helsinki, Finland.
- 1957 Sadolin & Holmblad grundlægger malevareproduktions- og salgsselskabet Pinturas Algreco S.A i Valle del Cauca/Cali, Columbia.
- 1958 Sadolin & Holmblad overtager de resterende 66,3% af aktierne således at kemiproduktions- og salgselskabet Kemo-Skandia, A/S i København, Danmark, ejes 100%.
- 1958 Sadolin & Holmblad sælger 49.9 % af sin aktiepost på 99.9% i den danske farve- og tekstilpigment samt plantebeskyttelseskoncern Kemisk Værk Køge, A/S (KVK) til den amerikanske pigmentkoncern Inmont.
- 1958 Sadolin & Holmblad grundlægger malevareproduktions- og salgsselskabet Sadolin France S.A. i Paris, France.
- 1958 Sadolin & Holmblad grundlægger bindmiddelproduktions- og salgsselskabet Sadolin ve Yaşarin A.S. i Izmir, Tyrkiet, sammen DYO A.S. (DYO/Yaşar)
- 1959 Sadolin & Holmblad grundlægger malevareproduktions- og salgsselskabet Sadolin Paints (E.A.) Ltd. i Nairobi, Kenya.
- 1960 Sadolin & Holmblad køber malevareproduktions- og salgsselskabet Farve- og Lakfabrikken Svend Overgaard, A/S i Aalborg, Danmark.
- 1960 Sadolin & Holmblad grundlægger trykfarveproduktions- og salgsselskabet Sadolin Trykkfarvefabrikk A/S i Oslo, Norge.
- 1960 Sadolin & Holmblad frasælger konsument-, bygge- og industriklæbestofaktiviteter samt det danske 3M agentur til Lars Foss, der grundlægger Firmaet Lars Foss Kemi, der i 1960 bliver til Lars Foss Kemi, A/S, (3M agenturet bliver i 1963 solgt til amerikanske 3M.

- 1962 Sadolin & Holmblad køber malevareproduktions- og salgsselskabet O.F. Asp Lak- & Fabrik, A/S i København, Danmark.
- 1962 Sadolin & Holmblad grundlægger malevareproduktions- og salgsselskabet Sadolin Bilfärg, A/B i Stockholm, Sverige.
- 1962 Sadolin & Holmblad indgår licensaftale med den største svenske farve- og lakfabrik "Wilh. Becker, A/B" om produktion og salg af Pinotex-træbeskyttelse i Sverige.
- 1962 Sadolin & Holmblad lukker malevaresalgsselskabet Sadolin A/G i Zürich, Switzerland – for Schweiz og Østrig, og aktiviterne overføres til et nyt vesttysk selskab.
- 1962 Sadolin & Holmblad grundlægger malevareproduktions- og salgsselskabet Sadolin GmbH.i Geestacht, Vesttyskland - for Vestyskland, Schweiz og Østrig.
- 1962 Sadolin & Holmblad grundlægger malevareproduktions- og salgsselskabet Arrigoni-Sadolin S.p.A.i Milano, Italien.
- 1962 Sadolin & Holmblad grundlægger malevareproduktions- og salgsselskabet Sadolin Paints (Tanzania) Ltd. i Dar-es-Salåm, Tanzania. (filial, 1962, selskab, 1963)
- 1962 Sadolin ve Yaşarin A.S. bliver til DYO ve Sadolin A.S. og starter en automomobilreparationslakfabrik, en metalfarvefabrik, en plastfarvefabrik, en trælakfabrik, og senere kommer også en automobillinjeproduktionslakfabrik til, i Izmir, Tyrkiet. (De tyrkiske autolak- og industrifarvefabrikker bliver større end de danske autolak- og industrifarvefabrikker i 1970.) (DYO/Yaşar)
- 1963 Sadolin & Holmblad grundlægger malevareproduktions- og salgsselskabet Sadolin Paints (Uganda) Ltd. i Kampala, Uganda. (filial, 1963, selskab, 1964)
- 1957 Sadolin & Holmblad frasælger ejerandelen i malevareproduktions- og salgsselskabet Pinturas Algreco S.A i Valle del Cauca/Cali, Columbia.
- 1967 DYO ve Sadolin A.S. starter en trykfavefabrik i Izmir, Tyrkiet. (Den tyrkiske trykfarvefabrik bliver større end den danske trykfarvefabrik i 1971.) (DYO/Yaşar)
- 1968 Sadolin & Holmblad grundlægger malevaresalgsselskabet Sadolin (U.K.) Ltd. i Huntingdon, England – for Storbritannien og Irland.
- 1968 Sadolin & Holmblad grundlægger malevaresalgsselskabet Division Technique du Bâtiment Sadolin S.A.R.L. i Paris, Frankrig – for Frankrig og Monaco.
- 1968 Sadolin & Holmblad grundlægger malevareproduktions- og salgsselskabet Sadolin Paints (Ethiopia) S.P. i Addis Abba, Etiopien.
- 1970 Sadolin & Holmblad ændrer Kemo-Skandia, A/S i København, Danmark – fra at være et kemiproduktions- og salgselskab til at være et malevareproduktions- og salgsselskab.
- 1970 Sadolin & Holmblad grundlægger malevareproduktions- og salgsselskabet P.T. Danapaints Indonesia i Jakarta, Indonesien.
- 1971 Sadolin & Holmblad tilbagekøber 50 % aktieposten i den danske farve- og tekstilpigment samt plantebeskyttelseskoncern  Kemisk Værk Køge, A/S (KVK) fra den Amerikanske pigmentkoncern Inmont.
- 1972 Sadolin & Holmblad fusionerer med malevare- og trykfarveproduktions- og salgsselskabet De Danske Farve- & Lakfabrikker, A/S – ogsåkendt som blot Stelling-Paulsen – i København, Danmark (De Danske Farve- & Lakfabrikker, A/S havde i 1971 købt malevare- og trykfarveproduktions- og salgsselskabet A. Stelling Lak- & Farvefabrik, A/S).
- 1972 Sadolin & Holmblad grundlægger malevareproduktions- og salgsselskabet Sadolin Paints (Cyprus) Ltd. i Nicosia, Cypern.
- 1973 Sadolin & Holmblad frasælger alle sine aktier i malevareproduktions- og salgsselskabet Sadolin France S.A. i Paris, Frankrig, og selskabet fortsætter med en licensaftale.
- 1975 Sadolin & Holmblad fusionerer med konsument-, bygge- og industriklæbestofkoncernen Lars Foss Kemi, A/S i Fredensborg, Danmark, og selskabet navneændres til 'Sadofoss og det dets to skandinaviske klæbestofsalgsdatterselskaber, Lars Foss Kjemi A/S i Sandvika, Norge, og Lars Foss Kemi AB i Helsingborg, Sverige, navneændres til henholdsvis Sadofoss AB og 'Sadofoss. Fusionen omfatter også Espe-Foss Oy/AB i Helsinki, Finland, der navneændres i 1977 til Sadofoss Oy/AB.
- 1975 Sadolin & Holmblad fuisonerer malevareproduktions- og salgsselskabet Kemo-Skandia, A/S i København, Danmark, med malevareproduktions- og salgsselskabet Farve- og Lakfabrikken Svend Overgaard, A/S i Aalborg, Danmark.
- 1975 Sadolin & Holmblad mister aktieposten i malevareproduktions- og salgsselskabet Sadolin Paints (Ethiopia) S.P. i Addis Abba, Ethiopia, da selskabet nationaliseres.
- 1976 Sadolin & Holmblad fusionerer med malevareproduktions- og salgsselskabet Danlac A/S i København, Danmark.
- 1976 Sadolin & Holmblad grundlægger malevareproduktions- og salgsselskabet Sadolin Paints (Oman) Ltd. i Muscat, Oman.
- 1976 Sadolin & Holmblad grundlægger malevare- og klæbestofproduktions- og salgsselskabet Sadofoss S.A. i Abidjan, Elfenbenskysten.
- 1977 Sadolin & Holmblad køber trykfarveproduktions- og salgsselskabet Corona Trykfarver i København, Danmark.
- 1977 Sadolin & Holmblad grundlægger malevaresalgsselskabet Sadolin Produkten B.V. i Hengelo, Holland – for Belgien, Luxemborg, og Holland.
- 1977 Sadolin & Holmblad køber en større aktiepost i malevareproduktions- og salgsselskabet Pars Sadolin Chemicals Ltd. i Tehran, Iran.
- 1978 Sadolin & Holmblad grundlægger malevaresalgsselskabet Sadolin A/G i Zürich, Switzerland – for Schweiz og Østrig. (2. selskab)
- 1979 Sadolin & Holmblad fusionere sit norske malevareproduktions- og salgsselskab Sadolin & Holmblad, A/S, ind i sit norske klæbesstofsalgsselskab, Sadofoss A/S, som herefter er et malevare- og klæbstofproduktions- og salgsselskab.
- 198o Sadolin & Holmblad frasælger alle sine aktier i trykfarveproduktions- og salgsselskabet Sadolin Färgfabrik, AB i Stockholm, Sverige, til Bonnier og selskabet, der skifter navn til Grafisk Färg, AB, fortsætter med en licensaftale.
- 1980 Sadolin & Holmblad frasælger alle sine aktier i malevareproduktions- og salgsselskabet Sadolin Paints (Oman) Ltd. i Muscat, Oman, og selskabet fortsætter med en licensaftale.
- 1981 Sadolin & Holmblad køber en større aktiepost i malevareproduktions- og salgsselskabet Chemcraft Sadolin Inc. i Port Hope, Ontario, Canada.
- 1982 Sadolin & Holmblad køber malevareproduktions- og salgsselskabet Mercandia Sie's Farve- & Lakfabrik, A/S i København, Danmark.
- 1982 Sadolin & Holmblad etablere egen svensk salgsorganisation for Pinotex-træbeskyttelse hos Sadofoss AB, da licensaftale med den største svenske farve- og lakfabrik "Wilh. Becker, A/B" udløber.
- 1982 Sadolin & Holmblad etablere egen norsk salgsorganisation for Pinotex-træbeskyttelse hos Sadofoss A/S.
- 1982 Sadolin & Holmblad frasælger alle sine aktier i malevareproduktions- og salgsselskabet Sadolin Paints (Tanzania) Ltd. i Dar-es-Salåm, Tanzania, og selskabet fortsætter med en licensaftale.
- 1982 Sadolin & Holmblad frasælger alle sine aktier i malevareproduktions- og salgsselskabet Sadolin Paints (Uganda) Ltd. i Kampala, Uganda, og selskabet fortsætter med en licensaftale.
- 1983 Sadolin & Holmblad grundlægger det nordamerikanske holdingselskab Sadolin of America, Inc. og grundlægger malevareproduktions- og salgsselskabet Sadolin Technology. i Greensboro, North Carolina, USA.
- 1984 Sadolin & Holmblad køber malevareproduktions- og salgsselskabet Sadolin Paint Products, Inc. i Walkertown, North Carolina, USA.
- 1984 Sadolin & Holmblad indgår en licensaftale med det statsejede EKE. i Talinn, Estland, om to estiske fabrikker en for Pinotex-træbeskyttelse og en for Sadolin automobilreparationslakker.
- 1984 Sadolin & Holmblad frasælger alle sine aktier i malevareproduktions- og salgsselskabet Pars Sadolin Chemicals Ltd. i Teheran, Iran, og selskabet fortsætter med en licensaftale.
- 1986 Sadolin & Holmblad grundlægger trykfarveproduktions- og salgsselskabet Sadolin Iberica S.A. i Barcelona, Spanien.
- 1986 Sadolin & Holmblad grundlægger malevareproduktions- og salgsselskabet EKE-Sadolin S.P. i Tallinn, Estland, og selskabet, der grundlægges med det statsejede EKE, er verdens første joint venture mellem et Sovjetunionen og et vestligt selskab/land, og samtidig er Sadolin & Holmblad er et års tid verdens eneste koncern med fabrikker i både USA og Sovjetunionen.
- 1987 Nobel Industries overtager den danske malevare-, trykfarve-, klæbestof-, og kemikoncern Sadolin & Holmblad.

## Nordamerikanske selskaber
Holding- og moderselskaber:
- Satron Corp., Grand Rapids, Michigan, USA (holdingselskab for Canada og USA)
- Sadolin of America, Inc, Walkertown, North Carolina, USA (holdingselskab for USA)
- Sadolin Technnology, Inc., Walkertown, North Carolina, USA (forskningsselskab i Canada og USA)
- Chemcraft Sadolin International, Inc., Port Hope, Ontario, Canada (moderselskab for satelitselskaber i Canada)
- Chemcraft Sadolin International, Inc., Walkertown, North Carolina, USA (moderselskab for satelitselskaber i USA)

Moderproduktions- og salgsselskaber
- Chemcraft Sadolin, Inc., Port Hope, Ontario, Canada (hovedfabrik og salg i Canada)
- Sadolin Paint Products, Inc., Walkertown, North Carolina, USA (hovedfabrik og salg i USA)

Satelitproduktions- og salgsselskaber i Canada majoritetsejet af Chemcraft Sadolin International, Inc. - etableret i 1981-1985
- Chemcraft Sadolin Atlantic Ltd., Dartmouth, Nova Scotia
- Produits Chemcraft Sadolin (Quebec) Ltd., Princeville, Quebec
- Chemcraft Sadolin Ltd., Port Hope, Ontario
- Chemcraft Sadolin Ltd., Winipeg, Manitoba
- Chemcraft Sadolin Ltd., Calgary, Alberta
- Chemcraft Sadolin (B.C.). Ltd., New Westminster, British Columbia

Satelitproduktions- og salgsselskaber i USA majoritetsejet af Chemcraft Sadolin International, Inc. i USA, etableret i 1983-1985
- Chemcraft Sadolin International, Inc., Grand Rapids, Michigan, USA
- Chemcraft Sadolin International, Inc., Marple Grove, Minnesota, USA
- Chemcraft Sadolin International, Inc., North Kansas City, Missouri, USA
- Chemcraft Sadolin International, Inc., Phoenix, Arizona, USA
- Chemcraft Sadolin International, Inc., Hollywood, Florida, USA
- Chemcraft Sadolin International, Inc., New Auburn, Washington, USA

## Licensfabrikker udover nævnte fabrikker
Malevarefabrikker:
Norge og Elfenbenskysten (interne) samt Colombia, Mexico, Sverige, Spanien, Jugoslavien (Slovenien), Tyrkiet,Tanzania, Uganda, Libyen, Sudan, Somalia, Egypten, Jordan, Iran og Japan (eksterne)
Trykfarvefabrikker:
Cypern, Elfenbenskysten og Kenya (interne) samt Sverige, Grækenland, Benin, Nigeria, Egypten, Bangladesh og Australien (eksterne)
Klæbestoffabrikker:
Finland, Cypern, Tyrkiet, Kenya og Indonesien (interne) samt Saudi Arabien, Irak og Filippinerne (eksterne)

## Kemisk Værk Køge selskaber
- 1946 Sadolin & Holmblad bliver et moderselskab for en koncern, da den danske farve- og tekstilpigment samt plantebeskyttelseskoncernaktiviteter overføres til et nystartet datterselskab,  Kemisk Værk Køge, A/S (KVK).

- 1948 Kemisk Værk Køge grundlægger plantebeskyttelsessalgsselskabet Kemisk Vaerk Koege B.V., Apeldoorn, Holland.
- 1952 Kemisk Værk Køge grundlægger plantebeskyttelsessalgsselskabet Kemisk Verk Köge, AB, Västra Frölunda, Sverige.
- 1962 Kemisk Værk Køge grundlægger plantebeskyttelsessalgsselskabet Koegewerk GmbH. i Bad Honnef, Vesttyskland.
- 1963 Kemisk Værk Køge grundlægger plantebeskyttelsesproduktions- og salgsselskabet Herbicide-Chemie Botlek, N.V., i Rotterdam, Holland.
- 1963 Kemisk Værk Køge sælger sin 50% ejerandel i plantebeskyttelsesproduktions- og salgsselskabet Herbicide-Chemie Botlek, N.V., til nye hollandske AKZO.
- 1971 Kemisk Værk Køge køber plantebeskyttelsesproduktions- og salgsselskabet BT-Kemi, AB, Teckomatorp, Sverige.
- 1975 Kemisk Værk Køge grundlægger holdingselskabet Kemisk Vaerk Koege (UK) Ltd., London, England, Storbritannien.
- 1975 Kemisk Værk Køge køber pigmentproduktions- og salgsselskabet Runnymede Dispersion Ltd., Runnymede, England, Storbritannien.
- 1976 Kemisk Værk Køge grundlægger pigmentproduktions- og salgsselskabet KVK USA, Inc. i Brunswick, New Jersey, USA.
- 1977 Kemisk Værk Køge grundlægger pigmentproduktions- og salgsselskabet KVK France S.A.. i Crepy-en-Valois, Frankrig.
- 1977 Kemisk Værk Køge grundlægger pigmentsalgsselskabet Tennant-KVK Ltd., London, England, Storbritannien.
- 1977 Kemisk Værk Køge grundlægger pigmentsalgselskabet KVK Italiana S.r.l., Milano, Italien (filial, 1977, omdannet til selskab, 1979)
- 1979 Kemisk Værk Køge grundlægger pigmentsalgsselskabet KVK Benelux B.V., Brummen, Holland. (filial, 1979, omdannet til selskab, 1980)
- 1980 Kemisk Værk Køge køber pigmentproduktions- og salgsselskabet Bell Dispersions Ltd., Runnymede, England, Storbritannien.
- 1980 Kemisk Værk Køge køber pigmentsalgsselskabet Wickmore Ltd., Runnymede, England, Storbritannien.
- 1984 Kemisk Værk Køge grundlægger pigmentproduktions- og salgsselskabet Ortadogu-KVK A.S. i Izmir, Tyrkiet. (DYO/Yaşar)
- 1985 Kemisk Værk Køge grundlægger pigmentproduktions- og salgsselskabet United Colors & Colorants N.V.. i Rotterdam, Holland.

Derudover blev der i midten af 1950'erne lavet et plantebeskyttelsesproduktions- og salgsselsakbet i Buenos Aires, Argentina, der blev frasolgt i midten af 1960'erne. 
Herudover ejer Kemisk Værk Køge, A/S, følgende handelsselskaber:
- 1957 Kemisk Værk Køge grundlægger handelsselskabet Herbadan A/S, Køge, Danmark, 1957
- 1967 Kemisk Værk Køge grundlægger handelsselskabet Jordbrugskemikalier Odense A/S, Odense, Danmark, 1967
- 1985 Kemisk Værk Køge grundlægger handelsselskabet ASX 1604 A/S, Køge, Danmark, 1985

## Andre Selskaber og Kæder
Herudover er Sadolin & Holmblad, A/S, også ejer eller medejer af finansierings-, handels- og kædeselskaber:
- 1972 Sadolin & Holmblad køber Focus, Lak & Farve en gros, A/S, Herlev, Danmark. (engros handel)
- 1974 Sadolin & Holmblad køber Sadolin & Holmblad Handel-A/S, København, Danmark. (engros handel) (tidligere: R. Brun Jørgensen, A/S, 1960-1976)
- 1975 Sadolin & Holmblad etablere den frivillige farvehandlerkæde Sadolin Farveland som Danmarks første konceptdetailkæde.
- 1977 Sadolin & Holmblad medgrundlægger Sadolin Farveland Marketing A/S i København, Danmark, sammen med farvehandlere der er medlem af Sadolin Farveland
- 1977 Sadolin & Holmblad grundlægger S&H Finans ApS, Ishøj, Danmark. (finansiering)
- 1977 Sadolin & Holmblad grundlægger Sv.O. Finans ApS, Ishøj, Danmark. (finansiering)
- 1984 Sadolin & Holmblad etablere Sadolin Farveland kæde i Sandviken (Oslo), Norge - efter dansk forbilled.
- 1985 Sadolin & Holmblad etablere Sadolin Farveland kæde i Stockholm, Sverige - efter dansk forbilled.
- 1986 Sadolin & Holmblad etablere Sadolin Farveland kæde i Vanda (Helsinki), Finland - efter dansk forbilled.

Fra 1950’erne ejede Sadolin & Holmblad i kortere perioder forskellige aktieselskaber, hvis formål var drive ejede farve- og tapetbutikker.